# Eduard Krebsbach
Eduard Krebsbach (ur. 8 sierpnia 1894 w Bonn, zm. 27 maja 1947 w Landsberg am Lech) – zbrodniarz hitlerowski, lekarz obozowy w obozie Mauthausen-Gusen oraz SS-Sturmbannführer.

## Życiorys
Służył w wojsku podczas I wojny światowej jako podoficer sanitarny. Członek NSDAP i SS, służbę w niemieckich obozach koncentracyjnych rozpoczął w 1941 w Sachsenhausen. Następnie, od 1941 do 1944, był lekarzem obozowym w Mauthausen. W obozie tym dr Krebsbach otrzymał przydomek "Spritzbach" (spritze w języku niemieckim oznacza zastrzyk), gdyż wprowadził metodę zabijania więźniów zastrzykami dosercowymi. Do czasu wybudowania komór gazowych był to główny sposób eksterminacji więźniów, stosowany często osobiście przez Krebsbacha. Po powstaniu komór gazowych Krebsbach był jedną z osób odpowiedzialnych za ich funkcjonowanie. W 1944 został lekarzem obozowym w Kaiserwald koło Rygi, gdzie następnie kierował selekcjami w ryskim getcie. Pod koniec wojny służył jeszcze w 3 Dywizji SS Totenkopf.
Po wojnie zasiadł na ławie oskarżonych w procesie załogi Mauthausen-Gusen (US vs. Johann Altfuldisch i inni) Trybunałem Wojskowym. 13 maja 1946 Krebsbach został za swoje zbrodnie skazany na śmierć przez powieszenie. Wyrok wykonano w maju 1947 na dziedzińcu więzienia w Landsbergu.